# Il n'y a pas de fumée sans feu
Il n'y a pas de fumée sans feu is een Franse film van André Cayatte die werd uitgebracht in 1973.

## Verhaal
Begin van de jaren zeventig, in een voorstad van Parijs. De gemeenteraadsverkiezingen staan voor de deur. De huidige rechtse corrupte burgemeester Boussard heerst met vaste hand en is ervan overtuigd zichzelf op te volgen bij de verkiezingen. Nadat een afficheplakker per abuis is gedood en een hinderlijke getuige is neergeschoten beslist de alom gerespecteerde en linksvoelende dokter Peyrac, verontwaardigd door zoveel geweld, zich als tegenkandidaat op te werpen en het op te nemen tegen Boussard. 
Diens directe medewerker Morlaix broedt op een vuige tegenzet maar beseft dat Peyrac een onberispelijk man is. Hij verspreidt daarop een getrukeerde foto om de naam van Sylvie, Peyracs echtgenote, te besmeuren. Op die foto neemt Sylvie deel aan een orgie die plaats had bij haar vriendin Olga Leroy. De trucage van de foto kan niet bewezen worden. De echte aanwezigen op het seksfeest die op de foto staan zijn bang om te getuigen. 
Wanneer Ulrich, de auteur van de foto en huisvriend van de Leroy's, om het leven wordt gebracht schuift men de moord in Peyracs schoenen.

## Rolverdeling
| Acteur             | Personage                  |
| ------------------ | -------------------------- |
| Annie Girardot     | Sylvie Peyrac              |
| Mireille Darc      | Olga Leroy                 |
| Bernard Fresson    | dokter Peyrac              |
| Michel Bouquet     | Morlaix                    |
| André Falcon       | Boussard                   |
| Paul Amiot         | Arnaud, de man van Corinne |
| Micheline Boudet   | Corinne                    |
| Pascale de Boysson | Véronique                  |
| Nathalie Courval   | Gaby                       |
| Marc Michel        | Jean-Paul Leroy            |
| Georges Riquier    | de rechter                 |
| Frédéric Simon     | de zoon van Peyrac         |
| Mathieu Carrière   | Ulrich Berl                |
| Patrick Bouchitey  | de vriend van Ulrich       |
| Marius Laurey      | een van Morlaix' mannen    |
| Paul Bisciglia     | een van Morlaix' mannen    |